# هاي حر عليا (مقاطعة فارياب)
هاي حر عليا (بالفارسية: موتورهای حور علیا) هي مستوطنة تقع في البلدة المركزية في إيران. يقدر عدد سكانها بـ 379 نسمة بحسب إحصاء 2016.